# Willgodt Theophil Odhner

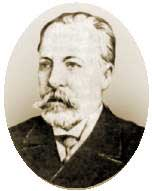
Willgodt Theophil Odhner

Willgodt Theophil Odhner (russisch Вильгодт Теофил Однер) (* 10. August 1845 in Dalby; † 15. September 1905 in Sankt Petersburg) war ein schwedischer, in Russland wirkender Ingenieur und Erfinder des Odhner-Arithmometers, einer mechanischen Rechenmaschine mit einem Sprossenrad. Die Odhner-Maschinen galten als sehr robust und waren an vielen Hochschulen und Technischen Büros bis in die 1980er-Jahre in Gebrauch.

## Leben
Odhner wurde in Dalby im schwedischen Värmland geboren. Von 1864 bis 1867 studierte er ohne Abschluss an der Königlich Technischen Hochschule in Stockholm. 1868 zog er nach Sankt Petersburg, wo er bis zu seinem Tod 1905 blieb.

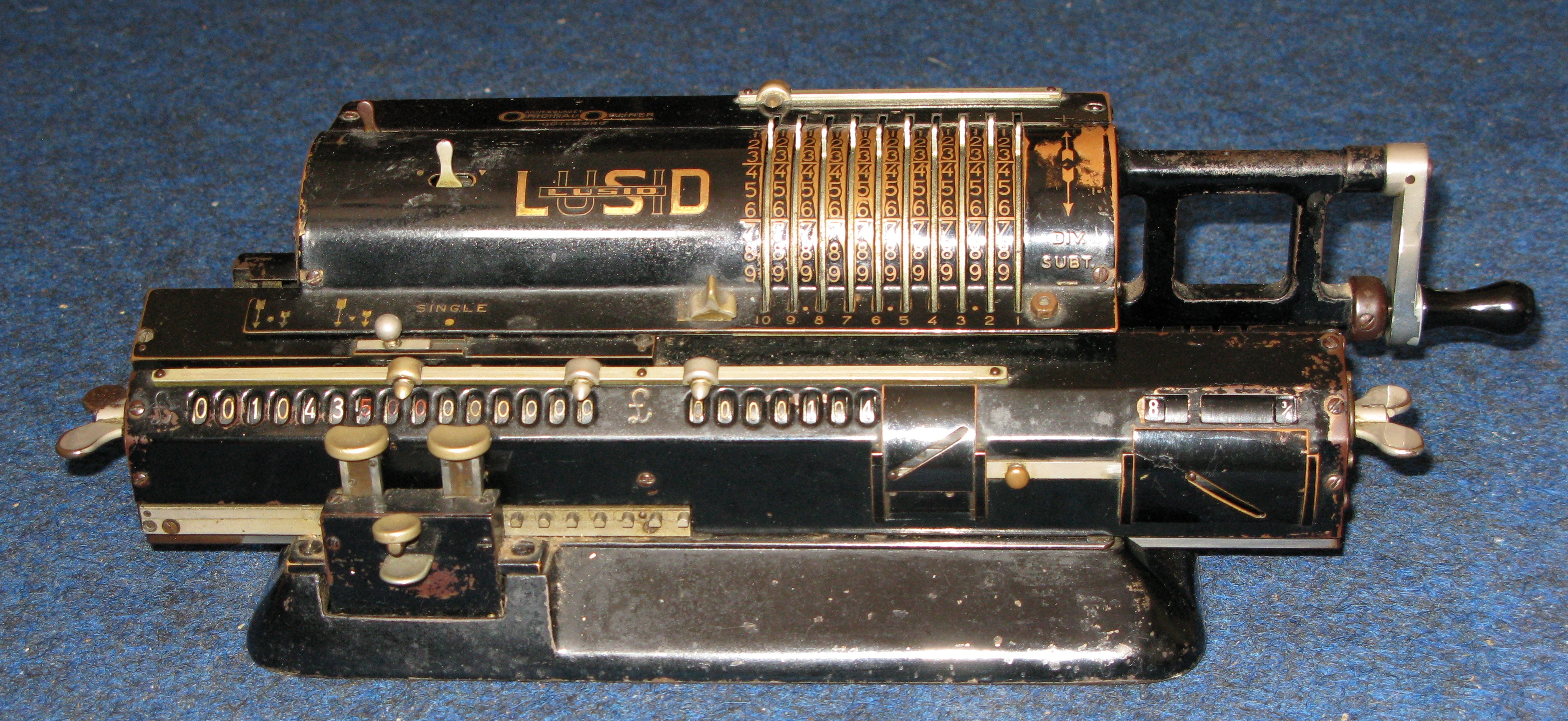
Odhner-Sprossenrad-Rechenmaschine

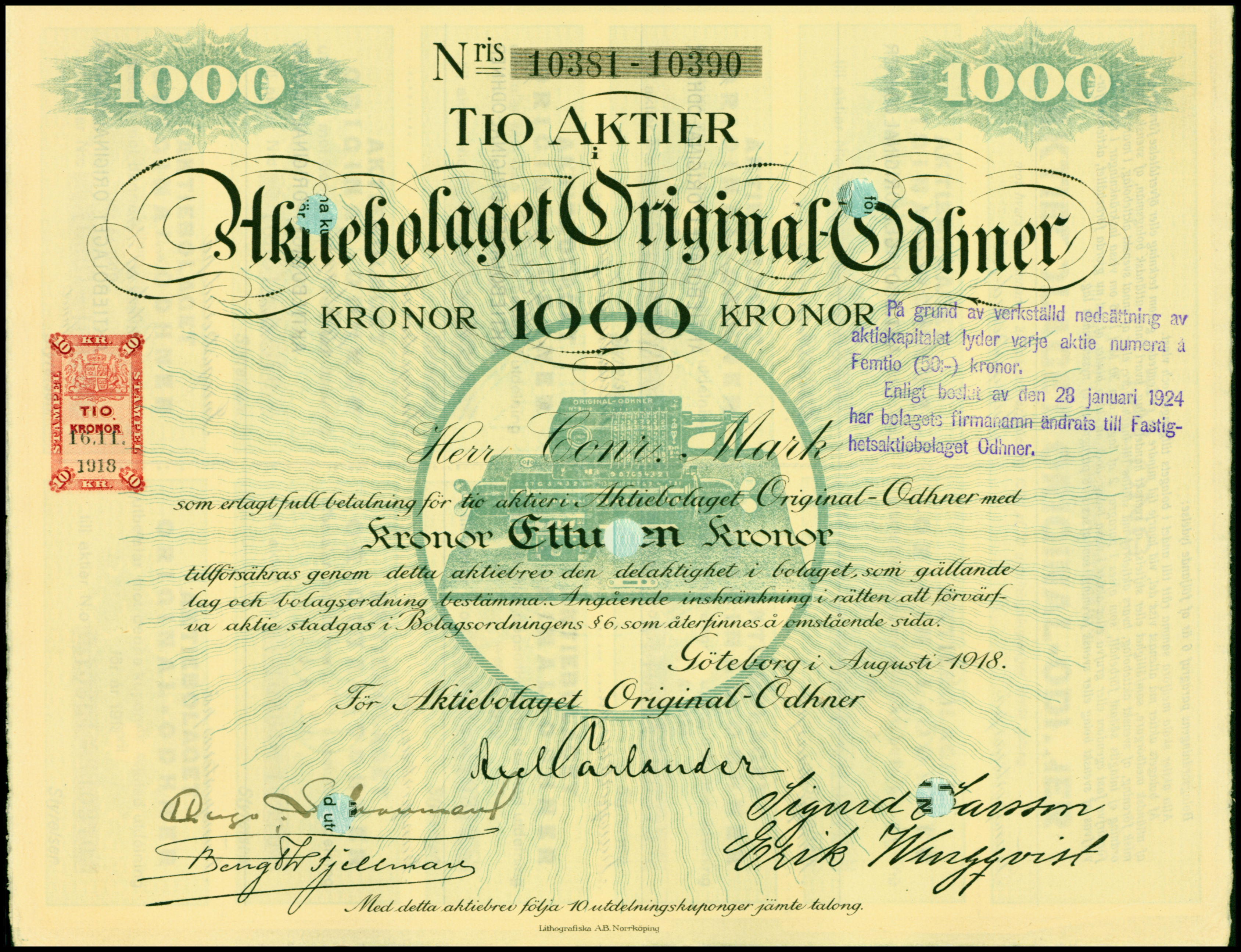
Aktie über 1000 Kronen der AB Original-Odhner vom August 1918

Odhner entwickelte den ersten mechanischen Rechner, der seinen Namen trägt, im Jahr 1875. Dieser Arithmometer wurde zwischen 1878 und 1879 in mehreren Ländern patentiert. Die Serienproduktion einer verbesserten Version begann 1890. Zwei Jahre später erhielt die spätere Firma Brunsviga die Lizenz für Deutschland, Belgien und die Schweiz und stellte ihr Gerät auf der Weltausstellung in Chicago aus. Nach Odhners Tod führten seine Söhne Alexander und Georg und sein Schwiegersohn Karl Siewert die Produktion fort und etwa 23.000 Rechner wurden hergestellt, bis die Fabrik 1918 schließen musste. Die Familie Odhner kehrte nach der Russischen Revolution nach Schweden zurück. 
In Göteborg gründete 1918 Alexander Odhner die Firma „AB Original-Odhner“, die nur Rechenmaschinen herstellte. 